# Rosta (település)
Rosta egy 4218 lakosú község Torino megyében, Torinótól kb. 20 km-re nyugatra, a Susa-völgyben. Eredetileg Rivoli városrésze volt, majd 1694. augusztus 24-én önálló községgé alakult.

## Elhelyezkedése
Rosta Torinótól kb. 20 km-re helyezkedik el. A vele határos települések: Buttigliera Alta, Caselette, Reano, Rivoli és Villarbasse.

## Történelem
Rosta kezdetektől fogva nagy átmenőforgalommal rendelkezett stratégiailag fontos elhelyezkedéséből kifolyólag (Rivoli és Buttigliera Alta között fekszik). A községen áthaladó kereskedők nagy száma ideálissá tette vásárok tartására.
A lakosok nagy része tradicionálisan mezőgazdasággal foglalkozott. Napjainkban lakosai elsősorban Torinóban dolgoznak, és Rosta alvóvárosként funkcionál.

## Testvérvárosok
- Bajmóc, Szlovákia